# Householdertransformation
En Householdertransformation är inom matematiken, specifikt linjär algebra, en avbildning som i ett tredimensionellt vektorrum med skalärprodukt reflekterar en vektor i ett plan (som innehåller origo, ett underrum). Detta kan generaliseras till alla ändligtdimensionella vektorrum som reflektion av en vektor i ett hyperplan som innehåller origo.
Transformationen kan även generaliseras till allmänna inre produktrum och kallas då Householderoperator. Transformen introducerades av Alston Scott Householder 1958.

## Konstruktion och egenskaper
Ett hyperplan {\displaystyle \pi } kan definieras med dess normerade normalvektor, {\displaystyle v} (vektorn av längd 1 som är ortogonal till hyperplanet). Då ges Householdermatrisen {\displaystyle Q} av:
{\displaystyle Q=I-2vv^{*}\,}
Där {\displaystyle I} är enhetsmatrisen och {\displaystyle v^{*}} är det hermiteska konjugatet av {\displaystyle v}.
{\displaystyle Q} reflekterar en punkt {\displaystyle x} i {\displaystyle \pi }, ty:
{\displaystyle Qx=x-2vv^{*}x=x-2\langle v,x\rangle v}
Där {\displaystyle \langle \cdot ,\cdot \rangle } är skalärprodukten. Detta på grund av att {\displaystyle |\langle v,x\rangle |} ger avståndet mellan {\displaystyle x} och {\displaystyle \pi }.
{\displaystyle Q} har ett antal bra egenskaper:
- {\displaystyle Q} är hermitesk: {\displaystyle Q=Q^{*}}.
- {\displaystyle Q} är unitär: {\displaystyle Q^{*}=Q^{-1}}.
- Av detta följer att {\displaystyle Q} är sin egen invers: {\displaystyle Q^{2}=I}.

Vilket stämmer bra då reflektionen av {\displaystyle x}:s reflektion måste vara {\displaystyle x}.

## Användning
Householdertransformationer kan användas för att QR-faktorisera en matris.